# Olulumo-ikom
L'olulumo-ikom és una llengua que es parla al sud-est de Nigèria, a la LGA d'Ikom, a l'estat de Cross River.
L'olulumo-ikom és una llengua independent de la família lingüística de les llengües de l'alt Cross Central Est-Oest. Aquesta família lingüística també té els grups lingüístics de les llengües loko i les llengües mbembe-legbo. Totes les llengües que en formen part es parlen a Nigèria.

## Ús i dialectologia
L'olulumo-ikom és una llengua que es troba en estat vigorós (6a); tot i que no està estandarditzada, és parlada per persones de totes les edats i generacions.
Els dialectes de l'olulumo-ikom són l'ikom (25.000 parlants), l'olulumo (5.000 parlants) i l'okuni.